# Squeeze (группа)
Squeeze — британская рок-группа новой волны, образовавшаяся в 1974 году в Лондоне, и соединившая мотивы панк-, паб-, глэм- и арт-рока в своём творчестве с классической поп-традицией 1960-х годов. Крис Диффорд и Гленн Тилбрук (первый из них писал тексты, второй — музыку) никогда не скрывали того, что своими кумирами считают Леннона и Маккартни. Squeeze (согласно Allmusic) не приблизились к вершинам, на которые взошли The Beatles, «по причинам, которые, скорее говорят в их пользу… Диффорд и Тилбрук писали ироничные, утончённые песни, с одной стороны отвечавшие поп-стандартам, с другой — насыщенные литературными и музыкальными аллюзиями».
Если Британия признала Squeeze сразу же (синглы «Take Me I’m Yours» и «Up the Junction» стали топ-10-хитами), то в США они шли к успеху с трудом и в топ-40 попали впервые лишь в 1987 году, через десять лет после выпуска дебютного альбома, но и за океаном постепенно Squeeze завоевали авторитет. Такие их вещи, как «Another Nail in My Heart», «Pulling Mussels (From the Shell)», «Tempted», «Black Coffee in Bed» (наряду с двумя упомянутыми хитами) нередко звучали на американском радио, а сборник Singles — 45’s and Under (# 47, 1983) стал в США платиновым.

## История группы
История группы началась, когда Крис Диффорд поместил на витрине музыкального магазина объявление, и на него откликнулся другой начинающий автор и гитарист Гленн Тилбрук. В марте 1974 года к ним присоединились клавишник Джулз Холланд и барабанщик Пол Ганн (англ. Paul Gunn). Квартет назвал себя Squeeze — в честь (по общему мнению самого «сомнительного» (в отношении, как качества, так и авторства) альбома Velvet Underground и вскоре приобрёл известность на лондонской паб-сцене, хоть и исполнял музыку мягкую и вычурную, мало напоминавшую типичный паб-рок.
В 1976 году к составу присоединился бас-гитарист Харри Какулли (англ. Harry Kakoulli), а Ганна заменил барабанщик Гилсон Лэвис (англ. Gilson Lavis), в недавнем прошлом — гастрольный менеджер Чака Берри. Записав несколько вещей для RCA Records (которые были лейблом отвергнуты), квинтет подписал контракт с только что образовавшимся BTM — лейблом и менеджмент-компанией Майлза Копленда. BTM обанкротился в начале 1977 года, но Копленду удалось договориться с Джоном Кейлом, и тот помог группе записать дебютный EP Packet of Three, выпущенный Deptford Fun City Records летом 1977 года.
Затем Кейл подписал для группы контракт с A&M Records, компанией, едва оправившейся после катастрофического трёхмесячного «союза» с Sex Pistols. Выпущенный весной 1978 года дебютный альбом в Британии — во избежание путаницы с американской группой Tight Squeeze — вышел под заголовком UK Squeeze (в США — Squeeze). Этому предшествовал успех первого сингла «Take Me I’m Yours», в апреле поднявшегося до #19 в UK Singles Chart. Раннее звучание группы оказалось отражено в нём лишь отчасти, поскольку Джон Кейл по собственному вкусу сформировал его содержание и сгладил паб-роковые мотивы.
Первый большой международный успех группе принёс второй альбом Cool for Cats (два сингла из него, заглавный трек и «Up the Junction» поднялись в Британии до #2), за которым последовал мини-альбом 6 Squeeze Songs Crammed Into One Ten-Inch Record EP. Вскоре после выхода второго альбома Какулли был уволен из состава и его заменил Джон Бентли.
Выпущенный весной 1980 года Argybargy был хорошо принят критикой и принёс группе ещё два британских хита: «Another Nail In My Heart» и «Pulling Mussels (From the Shell)». Обе песни наряду с «If I Didn’t Love You» имели успех в клубах Америки и на колледж-радио. Но тут в группе наметился творческий кризис: фортепиано Холланда, увлёкшегося наигрышами в духе буги-вуги, больше не вписывалось в замысловатые аранжировки Диффорда и Тилбрука. Осенью 1980 года клавишник ушёл из группы, собрал собственный состав Millionaires, а в группе был заменён Полом Карраком, до этого игравший в паб-рок-группе Ace.
Под впечатлением от комплиментов (музыкальная критика по обе стороны океана уже называла их «новыми Ленноном-Маккартни») Диффорд и Тилбрук попытались создать своего «Сержанта», записав в 1981 году альбом East Side Story. Сначала продюсером должен был стать Дэйв Эдмундс, но в конечном итоге работа была выполнена Элвисом Костелло и Роджером Бехирианом (Roger Bechirian). Выпущенный летом 1981 года, East Side Story собрал прекрасные отзывы, но ожидавшегося коммерческого прорыва не принёс, поднявшись до 19-го места в Великобритании и до 44-го — в США. Сингл «Tempted» (где спел Каррак) провалился в Англии, но стал первым американским Top 50-хитом. За ним последовал уже британский хит «Labelled With Love». Каррак ушёл в конце 1981 года и присоединился к аккомпанирующему составу кантри-певицы Карлин Картер. Его заменил Дон Сноу (англ. Don Snow), пианист с классическим образованием, прежде игравший в The Sinceros.
С момента образования Squeeze гастролировали и записывались беспрерывно: первые признаки творческой усталости проявились в альбоме Sweets From a Stranger. В США он поднялся до 32 места (и это достижение здесь для группы осталось наивысшим), но критикой был встречен прохладно. Сингл «Black Coffee in Bed» в Англии достиг лишь 51-го места. Летом того же года Squeeze триумфально выступили в нью-йоркском Мэдисон Сквер Гарден, однако, разочарованные относительным неуспехом, Диффорд и Тилбрук решили полгода спустя распустить группу. Выпущенный вскоре после распада сборник Singles — 45’s and Under поднялся в Британии до 3-го места, а в США в конечном итоге стал платиновым.
Диффорд и Тилбрук, хоть и распустили Squeeze, сотрудничества прекращать и не собирались: они просто хотели иметь полную свободу побочного творчества, представляя себя сонграйтерами в традициях Тин Пэн Элли. Их песни появились в репертуаре Хелен Шапиро, Пола Янга, Билли Бремнера и Джулза Холланда. Дуэт работал и над мюзиклом «Labelled With Love» (построенном целиком на их песенном материале): постановка эта прошла в Дептфорде, Англия, ранней весной 1983 года. Альбом Difford & Tilbrook (1984), в котором, помимо сглаженного звучания дуэт продемонстрировал новый имидж (длинные волосы, плащи), имел лишь умеренный успех. В начале 1985 году реформированные Squeeze (Диффорд, Тилбрук, Холланд и Лэвис — последний к тому времени работал уже таксистом) сначала дали благотворительный концерт, а потом вышли на гастроли, с новым басистом Кейтом Уилкинсоном (англ. Keith Wilkinson).
Вышедший осенью 1985 года альбом Cosi Fan Tutti Frutti был высоко оценён критикой, но коммерческого успеха не имел. В 1986 году к группе в качестве второго клавишника присоединился Энди Меткалф (англ. Andy Metcalfe) из группы Робина Хичкока The Egyptians, игравший до этого (с ним же) в Soft Boys. Babylon and On (осень 1987 года) стал неожиданным хитом, поднявшись в Англии до 14-го места. Сингл «Hourglass» благодаря активной ротации на MTV стал американским хитом (#15, Billboard Hot 100). Проведя с группой всемирное турне (в ходе которого она вновь выступила на сцене Мэдисон Сквер Гарден и стала хедлайнером фестиваля в Рединге), Меткалф покинул состав, и замену ему искать не стали.
Следующий альбом Frank (1989) оказался обделён вниманием A&M и по обе стороны океана продавался плохо. В разгаре последовавшего затем турне группа узнала, что A&M разрывает с нею контракт. По окончании гастролей Холланд ушёл из Squeeze, занявшись сольной карьерой и работой на телевидении (в течение многих лет он оставался ведущим популярнейшей музыкальной программы).
Весной 1990 года на I.R.S. Records вышел концертный альбом A Round and a Bout, а год спустя Squeeze подписали контракт с Reprise Records и здесь выпустили Play — альбом, в записи которого принимали участие поочерёдно три клавишника: Стив Нив, Брюс Хорнсби и Мэтт Ирвинг (в ходе последующего турне с группой играли Дон Сноу и Кэрол Айзакс). В 1992 году дуэт Difford & Tilbrook начал давать акустические концерты, но группа не распалась: напротив, Нив стал её постоянным участником, а Лэвиса (который присоединился к группе Джуоза Холланда) за ударными заменил Пит Томас (как и Нив, — участник группы Элвиса Костелло The Attractions).
В 1993 году Squeeze вернулись на A&M и выпустили здесь новый альбом Some Fantastic Place (с Томасом за ударными и Кэрраком за клавишными): он поднялся в Британии до 26 места, но в США прошёл незамеченным. Затем Томаса заменил Энди Ньюмарк, а бас-гитаристом вновь стал Кейт Уилкинсон: в этом составе был записан альбом Ridiculous (1995), имевший умеренный успех, равно как и два сингла из него, «This Summer» и «Electric Trains».
В 1996 году вышли сборники Piccadilly Collection (США) и двойник Excess Moderation (Британия). Год спустя A&M выпустила в Британии бокс-сет Six of One…, на котором представила ремастеринг материала первых шести альбомов плюс по два бонус-трека на каждом диске. Второй бокс (с материалом следующих шести альбомов) планировалось выпустить в 1998 году, но лейбл прекратил своё существование, а Squeeze к этому времени выполнили перед ним все контрактные обязательства. Подписав контракт с независимым Quixotic Records, группа в ноябре 1998 года выпустила альбом Domino. Вместе с Диффордом и Тилбруком пластинку записывали Крис Холланд (брат Джулза, клавишные), Хилер Пенда (бас-гитара) и Эшли Соан (ударные, экс- Del Amitri).
Squeeze распались в 1999 году, но воссоединились в 2007 году и провели гастроли по США и Британии.
В июле 2017 года группа объявила о туре по Северной Америке, а также о двух изменениях в составе: замене басистки Люси Шоу на Иоланду Чарльз и добавлении фронтмена Dirty Vegas Стива Смита в качестве перкуссиониста и бэк-вокалиста. Группа также объявила о туре по Австралии в 2018 году и сообщила, что они находятся в процессе записи нового альбома.
В августе 2017 года Squeeze раскрыли название своего пятнадцатого студийного альбома как The Knowledge. Новый сингл «Innocence in Paradise» был выпущен перед альбомом. The Knowledge был выпущен 13 октября 2017 года.
Группа продолжила гастролировать по Великобритании, Ирландии и Северной Америке. На 2020 год был анонсирован на официальном сайте Squeeze тур в Австралии и Новой Зеландии, однако он был отложен на неопределённый срок из-за проблем с расписанием по состоянию на ноябрь 2019 года.
13 августа 2019 года группа официально объявила о добавлении седьмого участника, гитариста Мелвина Даффи. До этого Даффи играл в качестве сессионного музыканта на предыдущих двух альбомах Squeeze, а иногда и на концертах.
В сентябре 2019 года к Squeeze присоединились на фестивале Bourbon & Beyond в Луисвилле бывший барабанщик Nirvana и фронтмен Foo Fighters Дэйв Грол на барабанах для исполнения хита 1982 года «Black Coffee in Bed».
В феврале 2020 года было объявлено, что Иоланда Чарльз покинула группу, и новый басист Шон Херли (который заменял Чарльз на басу на нескольких выступлениях 2019 года, включая тот, в котором участвовал Дэйв Грол) заменит её. Но уже в апреле того же года Глен Тилбрук, обсуждая предстоящий запланированный концерт, упомянул, что в нём примет участие бас-гитарист Оуэн Биддл (бывший участник The Roots). Однако шоу было отменено из-за пандемии COVID-19.
Новый состав Squeeze, с Биддлом начал гастролировать в 2021 году.

## Дискография

### Студийные альбомы
- Squeeze (1978)
- Cool for Cats (1979)
- Argybargy (1980)
- East Side Story (1981)
- Sweets from a Stranger (1982)
- Cosi Fan Tutti Frutti (1985)
- Babylon and On (1987)
- Frank (1989)
- Play (1991)
- Some Fantastic Place (1993)
- Ridiculous (1995)
- Domino (1998)
- Cradle to the Grave (2015)
- The Knowledge (2017)

### EP’s
- Packet of Three (1977)

### Концертные альбомы
- A Round and a Bout (1990)
- Live at the Royal Albert Hall (1999)
- Five Live (2007)

### Сборники
- Singles — 45’s and Under (1982)
- Classics, Vol. 25 (1987)
- Greatest Hits (1992)
- Piccadilly Collection (1996)
- Excess Moderation (1996)
- Six of One… (6-CD бокс-сет), 1997
- Master Series (1998)
- Up The Junction (2000)
- Big Squeeze: The Very Best of Squeeze (2002)
- Gold (США, 2005)
- The Squeeze Story (2006)
- Essential Squeeze (2007)